# Mistrzostwa Świata w Lekkoatletyce 2019 – bieg na 3000 m z przeszkodami kobiet
Bieg na 3000 metrów z przeszkodami kobiet – jedna z konkurencji biegowych rozgrywanych podczas lekkoatletycznych mistrzostw świata na Stadionie Międzynarodowym Chalifa w Dosze.
Tytułu mistrzowskiego z 2017 nie obroniła Emma Coburn.

## Terminarz
Źródło: worldathletics.org.
| Data        | Godzina |            |
| ----------- | ------- | ---------- |
| 27 września | 18:55   | Eliminacje |
| 30 września | 21:50   | Finał      |

## Rekordy
Tabela prezentuje rekord świata, rekord mistrzostw świata, rekordy kontynentów oraz najlepszy wynik na listach światowych w sezonie 2019 przed rozpoczęciem mistrzostw.
|                            | Zawodniczka              | Wynik   | Miejsce   | Data                  | Źródło |
| -------------------------- | ------------------------ | ------- | --------- | --------------------- | ------ |
| Rekord świata              | Beatrice Chepkoech       | 8:44,32 | Monako    | 20 lipca 2018(dts)    | [ 2 ]  |
| Rekord mistrzostw świata   | Emma Coburn              | 9:02,58 | Londyn    | 11 sierpnia 2017(dts) | [ 2 ]  |
| Rekord Afryki              | Beatrice Chepkoech       | 8:44,32 | Monako    | 20 lipca 2018(dts)    | [ 3 ]  |
| Rekord Ameryki Południowej | Belén Casetta            | 9:25,99 | Londyn    | 11 sierpnia 2017(dts) | [ 4 ]  |
| Rekord Ameryki Północnej   | Courtney Frerichs        | 9:00,85 | Monako    | 20 lipca 2018(dts)    | [ 5 ]  |
| Rekord Australii i Oceanii | Genevieve LaCaze         | 9:14,28 | Paryż     | 27 sierpnia 2016(dts) | [ 6 ]  |
| Rekord Azji                | Ruth Jebet               | 8:52,78 | Paryż     | 27 sierpnia 2016(dts) | [ 7 ]  |
| Rekord Europy              | Gulnara Samitowa-Gałkina | 8:58,81 | Pekin     | 17 sierpnia 2008(dts) | [ 8 ]  |
| Listy światowe             | Beatrice Chepkoech       | 8:55,58 | Palo Alto | 30 czerwca 2019(dts)  | [ 2 ]  |

## Wyniki

### Eliminacje
Awans: Trzy najlepsze z każdego biegu (Q) oraz sześć z najlepszymi czasami wśród przegranych (q).
Źródło: worldathletics.org.
| Pozycja | Bieg | Zawodniczka               | Państwo                            | Czas     | Uwagi |
| ------- | ---- | ------------------------- | ---------------------------------- | -------- | ----- |
| 1.      | 2    | Beatrice Chepkoech        | Kenia                              | 9:18,01  | Q     |
| 2.      | 2    | Courtney Frerichs         | Stany Zjednoczone                  | 9:18,42  | Q     |
| 3.      | 2    | Gesa Felicitas Krause     | Niemcy                             | 9:18,82  | Q     |
| 4.      | 2    | Anna Emilie Møller        | Dania                              | 9:18,92  | q,    |
| 5.      | 1    | Peruth Chemutai           | Uganda                             | 9:21,98  | Q     |
| 6.      | 1    | Emma Coburn               | Stany Zjednoczone                  | 9:23,40  | Q     |
| 7.      | 1    | Celliphine Chespol        | Kenia                              | 9:24,22  | Q     |
| 8.      | 1    | Mekides Abebe             | Etiopia                            | 9:27,61  | q,    |
| 9.      | 1    | Genevieve Gregson         | Australia                          | 9:27,74  | q,    |
| 10.     | 2    | Luiza Gega                | Albania                            | 9:28,32  | q     |
| 11.     | 1    | Karoline Bjerkeli Grøvdal | Norwegia                           | 9:28,84  | q     |
| 12.     | 3    | Hyvin Kiyeng              | Kenia                              | 9:29,15  | Q     |
| 13.     | 3    | Winfred Yavi              | Bahrajn                            | 9:29,40  | Q     |
| 14.     | 3    | Maruša Mišmaš             | Słowenia                           | 9:29,68  | Q     |
| 15.     | 1    | Geneviève Lalonde         | Kanada                             | 9:30,01  | q     |
| 16.     | 2    | Elizabeth Bird            | Wielka Brytania                    | 9:30,13  | PB    |
| 17.     | 2    | Allie Ostrander           | Stany Zjednoczone                  | 9:30,85  | PB    |
| 18.     | 3    | Fancy Cherono             | Kenia                              | 9:32,34  |       |
| 19.     | 3    | Jekatierina Iwonina       | Autoryzowani lekkoatleci neutralni | 9:35,59  | SB    |
| 20.     | 3    | Irene Sánchez-Escribano   | Hiszpania                          | 9:37,34  |       |
| 21.     | 1    | Aimee Pratt               | Wielka Brytania                    | 9:38,91  | PB    |
| 22.     | 3    | Zerfe Wondemagegn         | Etiopia                            | 9:40,92  |       |
| 23.     | 1    | Xu Shuangshuang           | Chińska Republika Ludowa           | 9:42,23  |       |
| 24.     | 1    | Adva Cohen                | Izrael                             | 9:42,92  |       |
| 25.     | 3    | Zhang Xinyan              | Chińska Republika Ludowa           | 9:43,75  |       |
| 26.     | 1    | Anna Tropina              | Autoryzowani lekkoatleci neutralni | 9:44,06  |       |
| 27.     | 2    | Paige Campbell            | Australia                          | 9:44,80  | PB    |
| 28.     | 1    | Alicja Konieczek          | Polska                             | 9:44,96  |       |
| 29.     | 3    | Belén Casetta             | Argentyna                          | 9:45,07  |       |
| 30.     | 2    | Michelle Finn             | Irlandia                           | 9:47,44  |       |
| 31.     | 3    | Marwa Bouzayani           | Tunezja                            | 9:47,78  |       |
| 32.     | 1    | Özlem Kaya                | Turcja                             | 9:48,08  |       |
| 33.     | 3    | Regan Yee                 | Kanada                             | 9:48,56  |       |
| 34.     | 3    | Rosie Clarke              | Wielka Brytania                    | 9:49,18  |       |
| 35.     | 2    | Lomi Muleta               | Etiopia                            | 9:49,28  |       |
| 36.     | 3    | Georgia Winkcup           | Australia                          | 9:50,21  |       |
| 37.     | 2    | Viktória Wagner-Gyürkés   | Węgry                              | 9:52,11  |       |
| 38.     | 2    | Camilla Richardsson       | Finlandia                          | 9:53,06  |       |
| 39.     | 2    | Reimi Yoshimura           | Japonia                            | 9:55,72  |       |
| 40.     | 2    | Maria Bernard-Galea       | Kanada                             | 9:57,03  |       |
| 41.     | 1    | Ophélie Claude-Boxberger  | Francja                            | 10:05,10 |       |
| 42.     | 2    | Tuğba Güvenç              | Turcja                             | 10:13,79 |       |
| 43 !    | 3    | Colleen Quigley           | Stany Zjednoczone                  | DNS      |       |

### Finał
Źródło: worldathletics.org.
| Pozycja | Zawodniczka               | Państwo           | Czas    | Uwagi |
| ------- | ------------------------- | ----------------- | ------- | ----- |
| 01 !    | Beatrice Chepkoech        | Kenia             | 8:57,84 | CR    |
| 02 !    | Emma Coburn               | Stany Zjednoczone | 9:02,35 | PB    |
| 03 !    | Gesa Felicitas Krause     | Niemcy            | 9:03,30 | NR    |
| 4.      | Winfred Yavi              | Bahrajn           | 9:05,68 | PB    |
| 5.      | Peruth Chemutai           | Uganda            | 9:11,08 | SB    |
| 6.      | Courtney Frerichs         | Stany Zjednoczone | 9:11,27 |       |
| 7.      | Anna Emilie Møller        | Dania             | 9:13,46 | NR    |
| 8.      | Hyvin Kiyeng              | Kenia             | 9:13,53 |       |
| 9.      | Luiza Gega                | Albania           | 9:19,93 | NR    |
| 10.     | Genevieve Gregson         | Australia         | 9:23,84 | SB    |
| 11.     | Mekides Abebe             | Etiopia           | 9:25,66 | SB    |
| 12.     | Maruša Mišmaš             | Słowenia          | 9:25,80 |       |
| 13.     | Karoline Bjerkeli Grøvdal | Norwegia          | 9:29,41 |       |
| 14.     | Geneviève Lalonde         | Kanada            | 9:32,92 |       |
| 15 !    | Celliphine Chespol        | Kenia             | DNF     |       |